# Liste der Biografien/Kele
Liste der Biografien |
Portal Biografien |
Personensuche
# |
A |
B |
C |
D |
E |
F |
G |
H |
I |
J |
K |
L |
M |
N |
O |
P |
Q |
R |
S |
T |
U |
V |
W |
X |
Y |
Z |
?
 
Ka |
Kb |
Kc |
Kd |
Ke |
Kf |
Kg |
Kh |
Ki |
Kj |
Kl |
Km |
Kn |
Ko |
Kp |
Kr |
Ks |
Kt |
Ku |
Kv |
Kw |
Ky |
Kx |
Kz
 
Kea |
Keb |
Kec |
Ked |
Kee |
Kef |
Keg |
Keh |
Kei |
Kej |
Kek |
Kel |
Kem |
Ken |
Keo |
Kep |
Ker |
Kes |
Ket |
Keu |
Kev |
Kew |
Kex |
Key |
Kez
 
Kela |
Kelb |
Kelc |
Keld |
Kele |
Kelh |
Keli |
Kelk |
Kell |
Kelm |
Keln |
Kelo |
Kelp |
Kels |
Kelt |
Kelz
Die Liste der Biografien führt alle Personen auf, die in der deutschsprachigen Wikipedia einen Artikel haben. Dieses ist eine Teilliste mit 58 Einträgen von Personen, deren Namen mit den Buchstaben „Kele“ beginnt.

## Kele

### Kelec
- Kelečević, Marinko (1985–2011), bosnischer Handballspieler
- Kelečević, Siniša (* 1970), kroatischer Basketballspieler
- Kelechsajew, Rustem Kasbekowitsch (* 1969), sowjetischer bzw. russischer Ringer
- Kelecom, Raul, belgischer Fußballspieler

### Keleh
- Kelehan, Noel (1935–2012), irischer Dirigent
- Keleher, James Patrick (1931–2024), US-amerikanischer Geistlicher und römisch-katholischer Erzbischof von Kansas City

### Kelek
- Kelek, Necla (* 1957), deutsche Soziologin und AutorinNecla Kelek (* 1957)

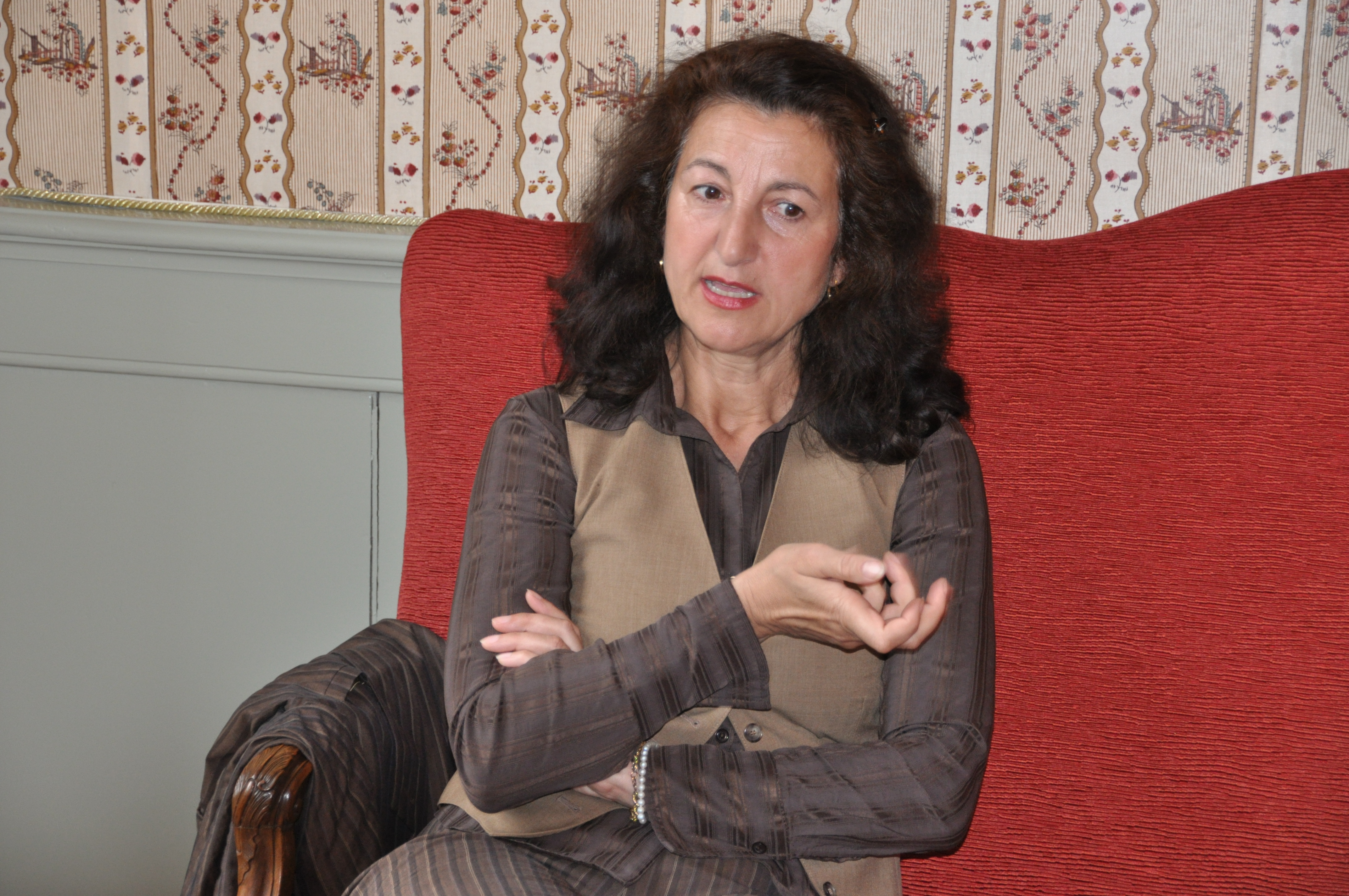
Necla Kelek (* 1957)

- Kelekar, Ravindra (1925–2010), indischer Autor, Übersetzer und Aktivist
- Keleketu, Benjamin (* 1965), botswanischer Marathonläufer
- Kelekian, Dikran Khan (1868–1951), armenisch-amerikanischer Kunsthändler und Kunstsammler
- Kelekian, Diran (1862–1915), türkischer Journalist und Gelehrter armenischer Herkunft

### Kelel
- Kelela (* 1983), US-amerikanische Sängerin und Songwriterin

### Kelem
- Kelemen, Attila (1948–2022), rumänischer Politiker und MdEP für Rumänien
- Kelemen, Aurél von (1888–1968), ungarischer Tennisspieler
- Kelemen, Endre (1921–2000), ungarischer Hämatologe
- Kelemen, Endre (* 1947), ungarischer Hochspringer
- Kelemen, Fred (* 1964), deutscher Regisseur, Autor und Kameramann
- Kelemen, Hunor (* 1967), rumänischer Tierarzt, Schriftsteller und Politiker
- Kelemen, Ingrid, Schauspielerin
- Kelemen, Joseph (* 1957), ungarischer Organist, Kirchenmusiker
- Kelemen, Marián (* 1979), slowakischer Fußballtorhüter
- Kelemen, Márta (* 1954), ungarische Turnerin
- Kelemen, Milko (1924–2018), jugoslawischer bzw. kroatischer Komponist
- Kelemen, Pavel (* 1991), tschechischer Bahnradsportler
- Kelemen, Péter (* 1999), ungarischer Skispringer
- Kelemen, Petr (* 2000), tschechischer Radrennfahrer
- Kelemen, Zoltán (1926–1979), ungarischer Sänger (Bassbariton)
- Kelemu, Segenet (* 1957), äthiopische Phytopathologin

### Kelen
- Kelen, Emery (1896–1978), ungarischer Grafiker und Karikaturist
- Kelen, István (1912–2003), ungarischer Tischtennisspieler und Schriftsteller
- Kelen, János (1911–1991), ungarischer Langstreckenläufer
- Kelentrić, Mario (* 1973), kroatischer Handballspieler

### Kelep
- Kelepha-Samba, Ibrahima B. A. (1915–1995), gambischer Politiker
- Kelepowski, Arkadi Ippolitowitsch (1870–1925), russischer Politiker und Staatsmann

### Keler
- Keler, Alain (* 1945), französischer Fotograf
- Kéler, Béla (1820–1882), Komponist der Romantik, Dirigent und Violinist
- Keler, Bohuš (* 1961), tschechischer Fußballspieler und Fußballtrainer
- Keler, Hans von (1925–2016), evangelischer Theologe und Landesbischof
- Keler, Max (1929–2016), deutscher Maschinenbauingenieur
- Keler, Peter (1898–1982), deutscher Grafiker, Möbelgestalter und Architekt am Bauhaus
- Keler, Sebastian von (* 1986), deutscher Jazzmusiker (Saxophon, Komposition)
- Keler, Sigrid (* 1942), deutsche Politikerin (SPD), MdL
- Kéler, Stefan von (1897–1967), polnisch-deutscher Entomologe

### Keles
- Keles, Can (* 2001), österreichischer Fußballspieler
- Keleş, Enes (* 1997), türkischer Fußballspieler
- Keleş, Eren (* 1994), österreichischer Fußballspieler
- Keleş, Ergin (* 1987), türkischer Fußballspieler
- Keleş, Fatih (* 1989), türkischer Boxer
- Keleş, Hakan (* 1972), türkischer Fußballspieler und -trainer
- Keleş, Kadir (* 1988), türkischer Fußballspieler
- Kelesi, Helen (* 1969), kanadische Tennisspielerin
- Kelesidis, Ilias (1953–2007), griechischer Radrennfahrer
- Kelesidou, Anastasia (* 1972), griechische Diskuswerferin

### Kelet
- Keletela, Dorian (* 1999), kongolesischer Leichtathlet
- Keleti, Ágnes (1921–2025), ungarische Kunstturnerin und israelische Sportlehrerin und TurntrainerinÁgnes Keleti (1921–2025)

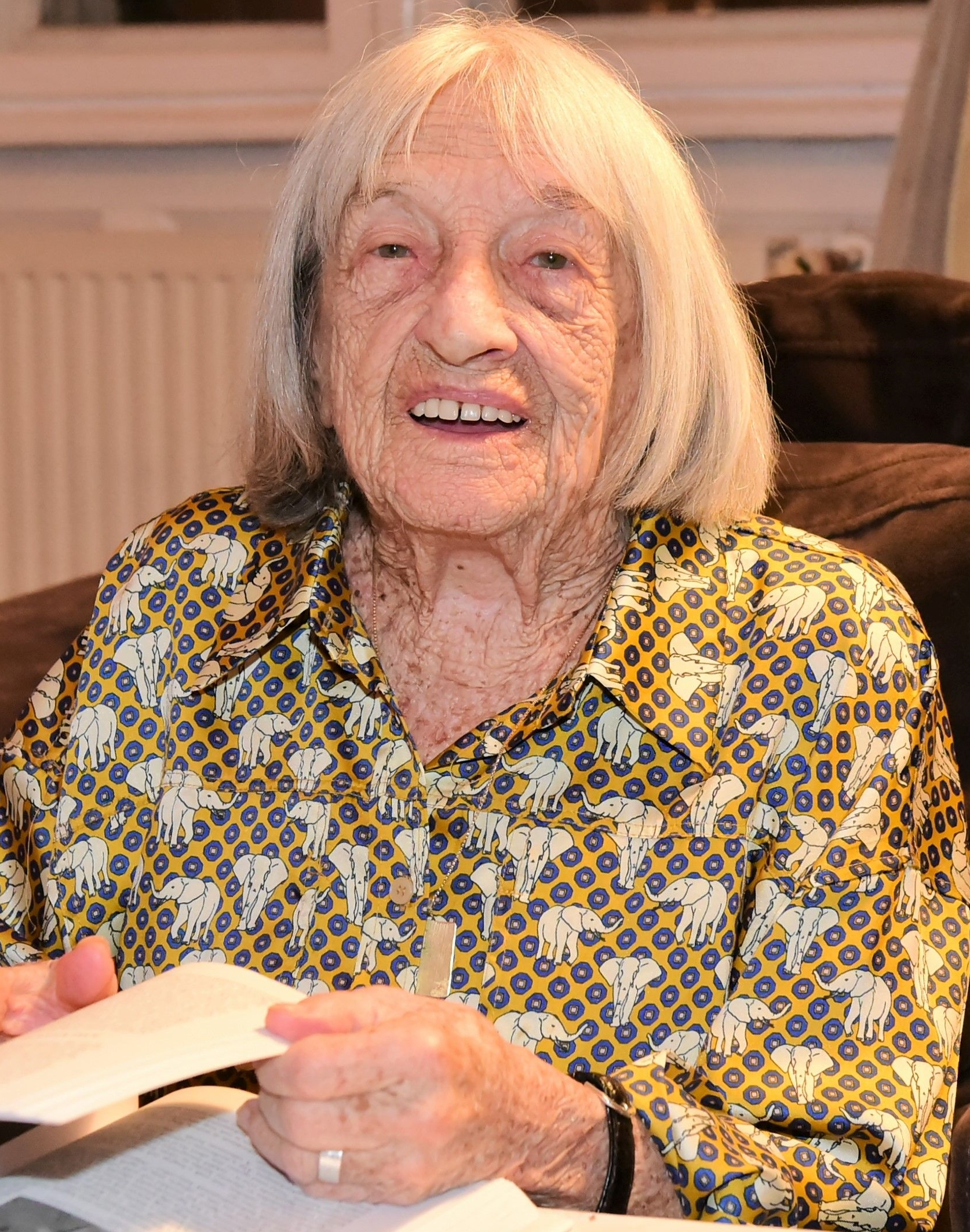
Ágnes Keleti (1921–2025)

- Keleti, Gusztáv Frigyes (1834–1902), ungarischer Maler
- Kélétigui, Jean-Marie (1932–2010), ivorischer römisch-katholischer Geistlicher, Bischof von Katiola
- Kéléty, Alexandre († 1940), ungarischer Bildhauer